# Hukkle
Hukkle is een korte Hongaarse experimentele speelfilm geregisseerd door György Pálfi. "Hukkle" is bedoeld als klanknabootsing van het hikken van een van de personages, en geen Hongaars woord. De film werd grotendeels opgenomen in het Hongaarse dorpje Ozora, waar ook enkele inwoners meespeelden in de film. De film verwierf verschillende prijzen.

## Onderwerp
De film lijkt te gaan over het dagelijkse leven van mensen in een traditioneel Hongaars doorsnee-dorp. Het verhaal is echter een verborgen misdaadverhaal dat is gebaseerd op de "De engelenmakers van Nagyrév". Het gaat over het met een extract van lelietjes-van-dalen vermoorden van de pleziernajagende mannen door de in de fabriek hardwerkende vrouwen, en de politieagent die daar achter komt.
De film heeft vrijwel geen gesproken tekst en is zonder filmmuziek. Desondanks speelt het realistische geluid in deze film een hoofdrol. Het geluid bestaat vooral uit buitenopnamen. De dialogen worden vanuit de verte gade geslagen en zijn niet verstaanbaar. Op het einde is van de film er een bruiloft met Hongaarse volksdans en een Hongaars volkslied.

## Personages
Aangezien en niet gesproken wordt, worden de namen van de personages ook eigenlijk niet gebruikt.
Ferenc Bandi - oompje Csuklik
Józsefné Rácz - Bába
József Farkas - politieagent
Ferenc Nagy - imker
Virág Ferencné - vrouw van de imker
Mihályné Király - grootmoeder
Mihály Király - grootvader
Eszter Ónodi - moeder uit de stad
Attila Kaszás - vader uit de stad
Szimonetta Koncz - dochter uit de stad
Gábor Nagy - kleinzoon uit de stad
Jánosné Győri - postbode
Edit Nagy - herderin
János F. Kovács - waterdrager

## Plot
De film begint met een omineuze scène waarin een slang uit zijn hol kruipt en uitkijkt over een idyllisch lijkend, doorsnee dorp in Hongarije. 
Een oude man die de hik heeft, zit in de buurt van een melkemmer op een bankje aan de voorkant van zijn huis. Hij kijkt naar de gebeurtenissen op straat en de dagelijkse bezigheden van de dorpelingen. 
De kijker wordt vele reeksen van verschillende gebeurtenissen getoond. 
Een jonge man rijdt met zijn paard en met melkbussen gevulde wagen. Normaal gesproken zou hij de melkbussen moeten reinigen, maar hij wordt afgeleid door een in de zon zittende meisje dat op de ganzen past. Er is een dorsmachine aan het oogsten. Een oude vrouw maakt beslag en een klein meisje snoept daarvan. Een kat wordt vergiftigd en sterft uiteindelijk. Er vindt een begrafenis plaats van een klein kind. Een mol wordt gedood door een oudere vrouw die de grond bewerkt en ze geeft de dode mol aan haar hond. In een meelfabriek werken een groot aantal vrouwen uit het dorp. Een postbode levert aan het hek de pensioenen af bij de weduwen. Een oude vrouw verzamelt lelietjes-van-dalen. Een varken wordt door zijn eigenaar naar een zeug gebracht om te dekken en de twee eigenaren kijken met voldoening toe wanneer de varkens paren. Er zijn steeds minder mannen die, om de tijd te doden, een kegelspel spelen. Een visser vangt een grote meerval. De oude man heeft nog steeds de hik.
Hoewel het dorp idyllisch lijkt, gebeuren er geheimzinnige dingen. Tijdens deze gebeurtenissen zijn er episoden over vrouwen die onder elkaar handelen in flesjes met onbekende vloeistoffen. Van tijd tot tijd sterft er een man en het hele dorp loopt met een kist en troost de weduwe. Ook is er een sterfgeval van een kind. De postbode vertoont zich van tijd tot tijd en geeft een weduwe het pensioen van haar overleden moeder. Het lijkt allemaal onschuldig en na de begrafenissen gaat het normale leven verder.
Wanneer een visser verdwijnt is een lokale politieman vastbesloten om uit te vinden wat er met de visser is gebeurd. Uiteindelijk vindt hij aan het einde het uit als hij de postbode ziet verschijnen met een pakket voor de weduwe.
Zonder enige verstaanbare dialoog in de film lijkt het erop alsof de gebeurtenissen rond de dorpelingen, dieren en planten nauwelijks betekenis hebben. Echter, aan het einde van de film is er een bruiloft waar enkele meisjes een oud volkslied zingen die de moord-mysterie onthult. Dit is het enige moment in de film met (Hongaarse) muziek en tekst.

## Prijzen
- Cottbus Film Festival of Young East European Cinema, publieksprijs: (György Pálfi)
- Cottbus Film Festival of Young East European Cinema, FIPRESCI Prize - speciale vermelding: (György Pálfi)
- Cottbus Film Festival of Young East European Cinema, First Work Award of the Student Jury: (György Pálfi)
- Cottbus Film Festival of Young East European Cinema, special prijs: Feature Film Competition (György Pálfi, Gergely Pohárnok)
- European Film Awards, European Discovery of the Year: (György Pálfi)
- Hong Kong International Film Festival, Golden Firebird Award: (György Pálfi)
- Hungarian Film Critics Awards, Film Critics Award:Best Cinematography (Gergely Pohárnok)
- Hungarian Film Critics Awards, Film Critics Award: Best Sound (Tamás Zányi)
- Hungarian Film Critics Awards, László B. Nagy Award: (György Pálfi)
- Hungarian Film Week, "Gene Moskowitz" Critics Award: (György Pálfi)
- Hungarian Film Week, Best Debut Film: (György Pálfi)
- Molodist International Film Festival, Festival Diploma: Best Full-Length Fiction Film (György Pálfi)
- Paris Film Festival, Special Mention: (György Pálfi)
- San Sebastián International Film Festival, Best New Director - Special Mention: (György Pálfi, Csaba Bereczki, András Böhm)
- Santa Fe Film Festival, Luminaria: Best Feature (György Pálfi)
- Sochi International Film Festival, Golden Rose (György Pálfi)